# Leopold Głuski
Leopold Głuski (ur. 27 czerwca 1923, zm. 10 czerwca 2014) – polski działacz podziemia niepodległościowego w czasie II wojny światowej, podpułkownik WP w stanie spoczynku, kawaler Orderu Wojennego Virtuti Militari, wieloletni pracownik służby zdrowia.
Był jednym z pierwszych powojennych absolwentów szczecińskiego Gimnazjum i Liceum im. Marii Konopnickiej przy ul. Mickiewicza 16, które ukończyła także jego późniejsza żona Walentyna Głuska. Zmarł 10 czerwca 2014 r., i został pochowany 16 czerwca na cmentarzu Centralnym w Szczecinie.